# 팔대장문
"팔대장문"은 한국에서 제작된 김시현 감독의 1978년 영화이다. 강청 등이 주연으로 출연하였고 서병직 등이 제작에 참여하였다.

## 출연

### 주연
- 강청
- 김기주

## 기타
- 조명: 오영권
- 녹음: 이영길
- 미술: 조경환